# Mocoví
Pour la langue, voir Mocoví (langue).

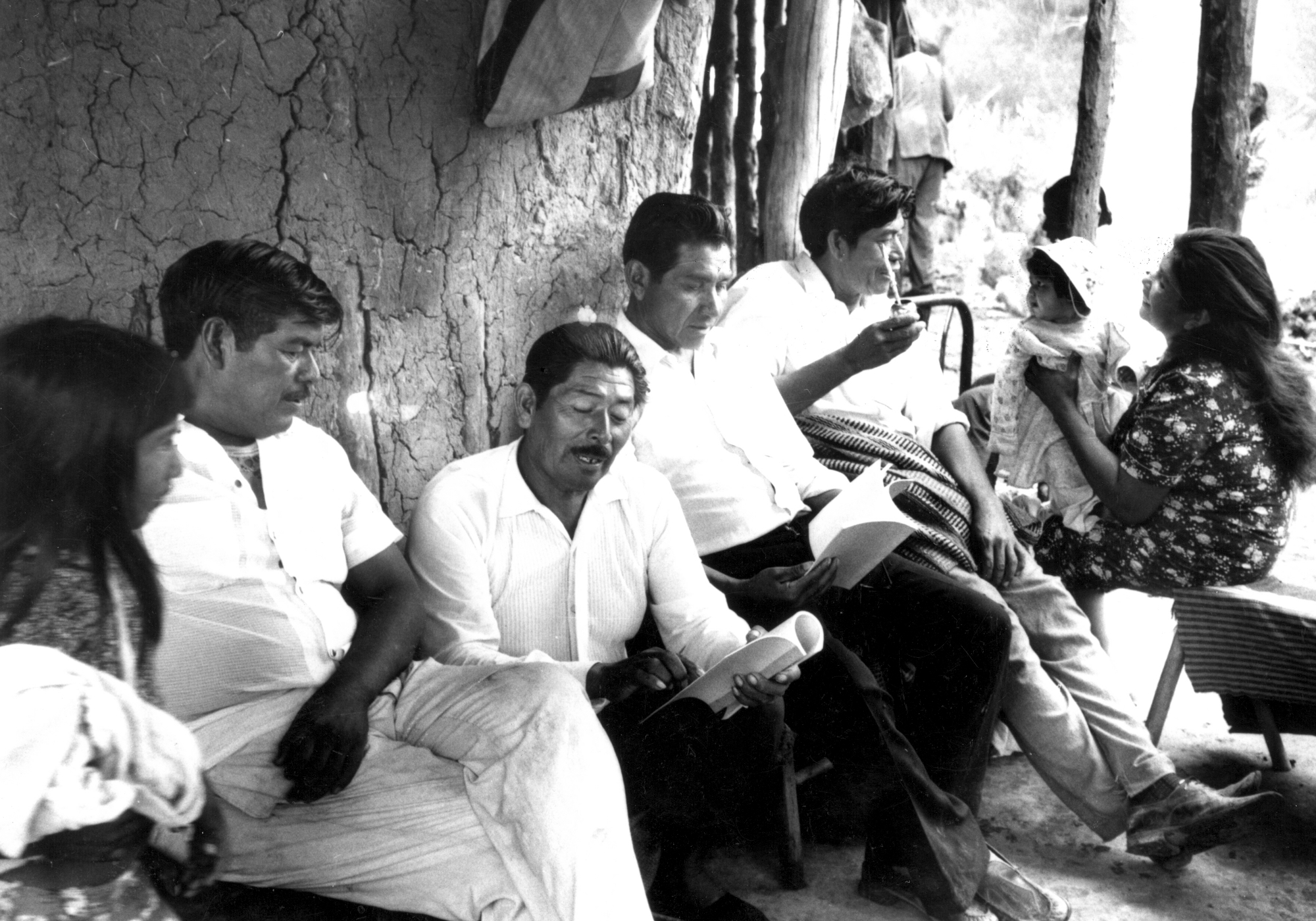
Mocovís lisant des textes sacrés à l'église.

Les Mocovís sont un des peuples indigènes de l'actuelle Argentine faisant partie de l'ensemble appelé guaycurú ( "guaykurú" dénomination insultante que donnaient les 
Guaranis aux ethnies pampides du Gran Chaco).

## Étymologie
Le mot Mocoví provient du vocable indigène Emocóvit, qui fut castillanisé (ou hispanisé) sous la forme que nous connaissons aujourd'hui.

## Histoire
Les Mocovís vers le XVe siècle occupaient les terres situées à l'ouest de celles des 
Abipones, et à l'est de ceux des Lules, c’est-à-dire des territoires correspondant aux provinces argentines de Chaco et partiellement de Santiago del Estero. 
Avant l'arrivée des Espagnols, ils vivaient fondamentalement de la chasse et de la cueillette. Ils étaient un peuple très guerrier qui apprit rapidement, pour attaquer certaines villes, à utiliser le cheval amené par les européens. 
De même que pour divers autres peuples de la région Paraná-Paraguay, l'arrivée des missionnaires jésuites impliqua un grand changement dans leur société. Parmi les réductions indigènes qui furent organisées à leur intention, on doit signaler la Réduction de San Javier, laquelle périclita lors de l'expulsion des jésuites de tout le territoire royal, au cours du dernier quart du XVIIIe siècle. 
Avec le temps, ils furent relégués vers le sud de la province du Chaco et le nord de celle de Santa Fe, parvenant à se défendre et attaquant plusieurs fois la ville de Santa Fe. Près de cette ville fut aussi installée une réduction pour les membres de cette communauté.

## Société
Ils n'étaient pas un peuple très nombreux, et il reste fort peu de vestiges purs de leur société. En 2006, dans certaines zones qu'ils habitaient, la langue mocoví s'est maintenue, mais toujours plus soumise à l'influence du castillan.
En province de Santa Fe, dans les villes de Rosario, Venado Tuerto, Recreo, Reconquista, Melincué, Firmat, Casilda, et quelques localités mineures, on trouve des communautés mocovies, totalisant jusqu'à 1 000 familles à Colonia Dolores, dans le département de San Justo, où plus de 90 % de la population urbaine est d'origine mocoví. L'endroit est distant de 52 km de San Javier, et on y conserve les transmissions orales historiques. Leurs artisans y produisent des articles réputés.
Le nombre actuel d'Argentins qui se considèrent comme Mocovís diffère selon la source entre 5 000 et 40 000 personnes.